# Stazione meteorologica di Pitigliano
La stazione meteorologica di Pitigliano è la stazione meteorologica di riferimento relativa al centro di Pitigliano.

## Caratteristiche
La stazione meteorologica è situata nell'Italia centrale, in Toscana, in provincia di Grosseto, nel comune di Pitigliano, a 248,19 metri s.l.m. e alle coordinate geografiche 42°38′N 11°40′E.
Gestita dal servizio idrologico, invia i dati rilevati al Compartimento di Roma, effettuando osservazioni sulla temperatura e sulle precipitazioni.

## Dati climatologici 1961-1990
Secondo i dati medi del trentennio 1961-1990, la temperatura media del mese più freddo, gennaio, si attesta a 6,3 °C, mentre quella del mese più caldo, agosto, è di +23,1 °C.
Le precipitazioni medie annue fanno registrare il valore di 895 mm, mediamente distribuite in 86 giorni di pioggia, con minimo relativo in estate e picco massimo in autunno per l'accumulo e in inverno-primavera per il maggior numero di giorni piovosi.
| PITIGLIANO (1961-1990) | Mesi | Mesi | Mesi | Mesi | Mesi | Mesi | Mesi | Mesi | Mesi | Mesi  | Mesi  | Mesi  | Stagioni | Stagioni | Stagioni | Stagioni | Anno  |
| PITIGLIANO (1961-1990) | Gen  | Feb  | Mar  | Apr  | Mag  | Giu  | Lug  | Ago  | Set  | Ott   | Nov   | Dic   | Inv      | Pri      | Est      | Aut      | Anno  |
| ---------------------- | ---- | ---- | ---- | ---- | ---- | ---- | ---- | ---- | ---- | ----- | ----- | ----- | -------- | -------- | -------- | -------- | ----- |
| T. max. media (°C)     | 10,0 | 12,0 | 13,6 | 17,1 | 21,8 | 26,0 | 29,4 | 29,9 | 25,7 | 20,4  | 14,8  | 11,0  | 11,0     | 17,5     | 28,4     | 20,3     | 19,3  |
| T. min. media (°C)     | 2,6  | 3,7  | 4,6  | 6,9  | 10,0 | 13,8 | 16,2 | 16,3 | 14,3 | 11,1  | 7,3   | 3,5   | 3,3      | 7,2      | 15,4     | 10,9     | 9,2   |
| Precipitazioni (mm)    | 82,5 | 74,2 | 69,9 | 65,9 | 57,9 | 51,6 | 40,3 | 46,5 | 79,5 | 111,8 | 114,0 | 101,1 | 257,8    | 193,7    | 138,4    | 305,3    | 895,2 |
| Giorni di pioggia      | 8    | 8    | 9    | 9    | 7    | 7    | 3    | 4    | 5    | 7     | 9     | 10    | 26       | 25       | 14       | 21       | 86    |

## Temperature estreme mensili dal 1925 ad oggi
La temperatura massima assoluta registrata nel periodo compreso tra il 1925 è quella di +42,4 °C del 3 agosto 2017, mentre la minima assoluta è quella di -9,5 °C del 15 gennaio 1968. Va comunque precisato che nel suddetto periodo temporale mancano i dati di annate quali il 1983 e il 1985, che potrebbero aver fatto registrare valori rispettivamente superiori (luglio) ed inferiori (gennaio) ai record annui; mancano anche i dati del 1963 e del 1991, anni nei quali non è da escludere che possano essere stati registrati valori che potrebbero aver ritoccato rispettivamente i record mensili di marzo e febbraio. Nella tabella sottostante sono riportate le temperature estreme mensili relative al suddetto periodo, ove sono esclusi alcuni anni con i dati mancanti.
| PITIGLIANO (1925-2023) | Mesi        | Mesi        | Mesi        | Mesi        | Mesi        | Mesi        | Mesi        | Mesi        | Mesi        | Mesi        | Mesi        | Mesi        | Stagioni | Stagioni | Stagioni | Stagioni | Anno |
| PITIGLIANO (1925-2023) | Gen         | Feb         | Mar         | Apr         | Mag         | Giu         | Lug         | Ago         | Set         | Ott         | Nov         | Dic         | Inv      | Pri      | Est      | Aut      | Anno |
| ---------------------- | ----------- | ----------- | ----------- | ----------- | ----------- | ----------- | ----------- | ----------- | ----------- | ----------- | ----------- | ----------- | -------- | -------- | -------- | -------- | ---- |
| T. max. assoluta (°C)  | 21,0 (2008) | 23,5 (2021) | 25,4 (1972) | 29,5 (1930) | 35,5 (1931) | 40,5 (1935) | 39,1 (2017) | 42,4 (2017) | 38,0 (1982) | 30,3 (2011) | 26,0 (1975) | 20,6 (1932) | 23,5     | 35,5     | 42,4     | 38,0     | 42,4 |
| T. min. assoluta (°C)  | −9,5 (1968) | −8,0 (1929) | −6,5 (1962) | −3,6 (2021) | 1,0 (1970)  | 5,8 (1989)  | 8,5 (2000)  | 8,6 (1969)  | 5,1 (2007)  | 0,0 (1941)  | −6,4 (1973) | −7,8 (1939) | −9,5     | −6,5     | 5,8      | −6,4     | −9,5 |